# Cuphea hatschbachii
Cuphea hatschbachii là một loài thực vật có hoa trong họ Lythraceae. Loài này được Lourteig mô tả khoa học đầu tiên năm 1964.